# She Came In Through the Bathroom Window
«She Came In Through the Bathroom Window» es una canción escrita por Paul McCartney aunque acreditada a Lennon/McCartney y realizada por The Beatles en su álbum Abbey Road, como parte del medley de canciones de la cara B del álbum, justo después de Polythene Pam.

## Origen
McCartney dijo que la canción fue inspirada por las Apple Scruffs, aficionadas que esperaban afuera del estudio de Abbey Road y las casas de The Beatles, que irrumpieron en la casa de McCartney en St John's Wood. Diane Ashley, una del grupo, dijo: 

«Estábamos aburridas, y él no estaba, por lo que decidimos hacerle una visita. Encontramos una escalera en su jardín y nos metimos por la ventana del baño que había dejado un poco abierta. Yo fui la que subió y entró.»

Ella abrió la puerta principal y dejó entrar a los demás; robaron una serie de fotografías. Otra Apple scruff, Margo Bird, recuerda ser una buena amiga de McCartney - a menudo sacaba a su perro a pasear - y luego obtuvo un empleo en Apple Corps. Ella dice que le pidieron devolver ciertas fotografías, lo cual hizo.
En el documental del 2006 "The Classic Artists Series: The Moody Blues (DVD UK, released October 2006)", Mike Pinder, el antiguo tecladista de la banda Birmingham R&B The Moody Blues, dice que la inspiración para la canción fue en realidad un incidente que les ocurrió a ellos- una fan subió y entró por la ventana de la casa de la banda y pasó la noche con Ray Thomas, un miembro de la banda. Al día siguiente, Pinder y Thomas le contaron la historia a McCartney, quien con guitarra en mano, rasgueó y cantó "She came in through the bathroom window...".

## Grabación
The Beatles grabaron la canción y Polythene Pam como una sola pieza el 25 de julio de 1969. Les tomó 39 intentos, después de lo cual agregaron la voz principal y volvieron a grabar la batería y el bajo. 
El 28 de julio añadieron más voces, guitarra, percusión y piano. La canción se terminó dos días más tarde con la guitarra y la percusión adicional.
Esta canción fue realizada inmediatamente después de "Polythene Pam", la canción en la pista anterior, sin pausa. John Lennon y Ringo Starr asumieron sus papeles respectivos en el ritmo de la guitarra acústica y la batería. McCartney y Harrison añadieron el bajo y la guitarra respectivamente un poco después.
Una versión más lenta de esta canción, fue grabada durante la sesiones de Let It Be, se puede escuchar en Anthology 3.

## Personal[3]
- Paul McCartney - Voz principal y coros, bajo (Rickenbacker 4001s).
- John Lennon - guitarra acústica de 12 cuerdas (Framus Hootenanny 5/024), coros.
- George Harrison - guitarras eléctricas (Gibson Les Paul Standard), coros.
- Ringo Starr - batería (Ludwig Hollywood Maple), maracas, pandereta.